# Steven Rose
Steven Peter Rose (Londra, 4 luglio 1938 – 9 luglio 2025) è stato un biologo britannico, professore di biologia e neurobiologia alla Open University e all'University of London..

## Biografia
Rose studiò biochimica al King's College, University of Cambridge e neurobiologia all'Istituto di Psichiatria.
Focalizzò le sue ricerche sui processi biologici coinvolgenti la formazione della memoria e i trattamenti della malattia di Alzheimer.
Scrisse numerosi e famosi libri scientifici divulgativi e inoltre pubblicò articoli regolarmente per il quotidiano The Guardian.
Rose fu un critico della psicologia evoluzionistica e dell'adattazionismo.
Fu ospite regolare nel programma radio The Moral Maze della BBC su Radio 4. Si sposò con la sociologa Hilary Rose con la quale scrisse vari libri, anche contro la psicologia evolutiva.
Rose fu inoltre un apprezzato sostenitore della British Humanist Association (Associazione Umanistica Britannica).